# Chactidae
Chactidae vormt een familie binnen de orde der schorpioenen. De familie bestaat uit 11 geslachten, waarin 140 soorten zitten. De meeste soorten leven in Europa en Amerika.

## Geslachten
- Anuroctonus
- Belisarius
- Broteochactas
- Brotheas
- Chactas
- Hadrurochactas
- Neochactas
- Nullibrotheas
- Teuthraustes
- Uroctonus
- Vachoniochactas